# ギュリヴェール・エック
ギュリヴェール・エック（Gulliver Hecq）は、フランスの子役俳優である。

## 人物・来歴
ベルギー出身の俳優で、現在コメディ・フランセーズ会員のクリスチャン・エックを父に、フランスの首都パリで生まれる。
2006年（平成18年）、オムニバス映画『パリ、ジュテーム』の一篇、ジョエル&イーサン・コーエン監督、スティーヴ・ブシェミ主演の『テュイルリー』で、「テュイルリー駅」に登場する金髪の幼児の役で映画界にデビューした。
2010年（平成22年）公開のジャン＝リュック・ゴダールの映画『ゴダール・ソシアリスム』に出演している。予告篇にも登場し、胸に「СССР」（エスエスエスエル、ロシア語で「ソビエト社会主義共和国連邦」の意）と大書された赤いTシャツを着て、一心不乱にタクトを振っている。

## フィルモグラフィ
- 『パリ、ジュテーム』 Paris, je t'aime : 2006年
  - 『チュイルリー』 Tuileries : 監督：ジョエル&イーサン・コーエン
- 『ゴダール・ソシアリスム』 Socialisme : 監督ジャン＝リュック・ゴダール、2010年

## 関連事項
- クリスチャン・エック （fr:Christian Hecq）

## 註
1. ↑  Christian Hecq à la Comédie-Française
2. ↑  Internet Movie Databaseの「Gulliver Hecq」の項、およびワイルド・バンチによる公式サイト「Socialisme」の記述を参照。2009年7月30日閲覧。